# Elvenking
Elvenking este o formație italiană de folk metal. A fost formată în anul 1997 de chitariștii Aydan și Jarpen și îmbină elemente de folk metal și power metal.

## Discografie
- 2001 - Heathenreel
- 2004 -	Wyrd
- 2006 -	The Winter Wake
- 2007 - The Scythe